# Святогорівська селищна рада
Святого́рівська се́лищна ра́да — адміністративно-територіальна одиниця та орган місцевого самоврядування в Добропільському районі Донецької області. Адміністративний центр — селище міського типу Святогорівка.

## Загальні відомості
- Населення ради: 3 428 осіб (станом на 2001 рік)

## Населені пункти
Селищній раді підпорядковані населені пункти:
- смт Святогорівка
- с. Вікторівка
- с. Вірівка
- с. Копані
- с. Нововікторівка
- с. Новоукраїнка

## Склад ради
Рада складається з 20 депутатів та голови.
- Голова ради: Бєлянкін Віктор Геннадійович
- Секретар ради: Авраменко Тетяна Анатоліївна

### Керівний склад попередніх скликань
| Прізвище, ім'я, по батькові  | Основні відомості                                                        | Дата обрання | Дата звільнення |
| ---------------------------- | ------------------------------------------------------------------------ | ------------ | --------------- |
| Крець Галина Григорівна      | Селищний голова, 1948 року народження, член Партії регіонів              | 26.03.2006   | 31.10.2010      |
| Бєлянкін Віктор Геннадійович | Селищний голова, 1986 року народження, освіта вища, член Партії регіонів | 31.10.2010   |                 |

Примітка: таблиця складена за даними сайту Верховної Ради України

### Депутати
За результатами місцевих виборів 2010 року депутатами ради стали:

#### За суб'єктами висування
| Суб'єкт висування | Кількість обраних депутатів | %  |
| ----------------- | --------------------------- | -- |
| Самовисування     | 10                          | 50 |
| Партія регіонів   | 9                           | 45 |
| Народна партія    | 1                           | 5  |

#### За округами
| № округу        | Прізвище, ім'я, по батькові      | Дата визнання обраним | Освіта  | Партійна приналежність | Відомості про обраного депутата                                                   |
| --------------- | -------------------------------- | --------------------- | ------- | ---------------------- | --------------------------------------------------------------------------------- |
| Народна Партія  |                                  |                       |         |                        |                                                                                   |
| 16              | Архипов Ігор Серафимович         | 05.11.2010            | середня | член Народної партії   | ДП «Новодонецька», в.о. помічника начальника дільниці № 3                         |
| Партія регіонів |                                  |                       |         |                        |                                                                                   |
| 2               | Романченко Віра Миколаївна       | 05.11.2010            | вища    | член Партії регіонів   | районна бібліотечна система, завідувачка                                          |
| 3               | Процак Віктор Юрійович           | 05.11.2010            | вища    | член Партії регіонів   | ТОВ «Перспектива», менеджер управитель зі збуту                                   |
| 7               | Авраменко Тетяна Анатоліївна     | 05.11.2010            | вища    | член Партії регіонів   | Святогорівська селищна рада, секретар                                             |
| 10              | Костельний Володимир Петрович    | 05.11.2010            | середня | член Партії регіонів   | ПП «Норма», будівельник                                                           |
| 11              | Стрепоченко Микола Борисович     | 05.11.2010            | вища    | член Партії регіонів   | фермерське господарство «Агрос», директор                                         |
| 12              | Жахалова Галина Василівна        | 05.11.2010            | середня | член Партії регіонів   | фермерське господарство «Благодать», бухгалтер                                    |
| 14              | Прокопенко Зоя Василівна         | 05.11.2010            | середня | член Партії регіонів   | Вірівський ФП, керівник ФП                                                        |
| 15              | Кабанець Ірина Іванівна          | 05.11.2010            | вища    | член Партії регіонів   | дитячий садок «Дзвіночок», керівник                                               |
| 17              | Камінська Людмила Володимирівна  | 05.11.2010            | вища    | член Партії регіонів   | Новоукраїнська сільська бібліотека, завідувачка                                   |
| Самовисування   |                                  |                       |         |                        |                                                                                   |
| 1               | Шаданія Марина Йосипівна         | 05.11.2010            | вища    | член Партії регіонів   | Святогорівська загальноосвітня школа І-ІІІ ст., вчитель                           |
| 4               | Гордасевич Ганна Андріївна       | 05.11.2010            | вища    | позапартійна           | АФ «Техносервіс», бухгалтер                                                       |
| 5               | Кононіченко Наталя Олександрівна | 05.11.2010            | середня | позапартійна           | СТОВ «Святогорівське», працівник                                                  |
| 6               | Бєгєй Галина Сергіївна           | 05.11.2010            | вища    | позапартійна           | Добропільська центральна бібліотечна система, бібліотекар                         |
| 8               | Чубарук Сергій Васильович        | 05.11.2010            | середня | позапартійний          | ДП «Алмазна», підземний гірник                                                    |
| 9               | Сердюк Юлія Володимирівна        | 05.11.2010            | вища    | позапартійна           | Добропільський райвідділ МНС, старший інженер служби державного пожежного нагляду |
| 13              | Вініченко Едуард Вікторович      | 05.11.2010            | вища    | позапартійний          | приватний підприємець                                                             |
| 18              | Пилипенко Тетяна Петрівна        | 05.11.2010            | вища    | позапартійна           | СТОВ «Святогорівське», рахувальник                                                |
| 19              | Кизименко Віктор Дмитрович       | 05.11.2010            | вища    | позапартійний          | ТОВ «Білозерське», помічник генерального директора                                |
| 20              | Тимофєєв Петро Федорович         | 05.11.2010            | середня | позапартійний          | ТОВ «Білозерське», гірничий працівник                                             |